# Сич лісовий
Сич лісовий (Athene blewitti) — вид птахів родини совових, що залежно від класифікації, виділяється або в окремий рід Heteroglaux, або належить до роду сичів (Athene). Мешкає в лісах Центральної Індії, але суто рідкісний і знаходиться на межі вимирання. Загальна кількість лісових сичів навряд чи перевищує 250 особин. На сьогодні їх чисельність продовжує скорочуватися через вирубку лісів.

## Зовнішній вигляд
Сич лісовий — невеликий птах. Довжина його тіла близько 23 см. По загальному вигляду він досить подібний до широко поширеного в Південної Азії Сич брамінський, але забарвлення його темніше, кількість білих цяток у нього значно менша, білий «комір» навколо шиї є тільки спереду, верх грудей майже повністю темний, без цяток. Крила покриті білими смужками. У сича, що летить, помітна темна смуга на нижній поверхні крила. Лицевий диск білий, Райдужна оболонка очей жовта.
У статурі цього сича є декілька рис, що відрізняють його від сичів роду Athene. Голова і дзьоб у нього дещо більші, крила ширші і менш загострені, ноги значно коротші і сильніші. Кігті розвинені дуже сильно. Пальці дуже потужні, покриті білим пір'ям.
У сича лісового розвинена система голосових сигналів. Звичайний крик сича, що живиться — коротке і м'яке ухання, не схоже на крик більшості інших сов. Межі своєї території сич означує квакаючим криком. При спілкуванні з самицею, що насиджує, самець, що прилітає до гнізда, видає високий викрик. Сигнал тривоги — різке цвірінькання, що повторюється. Молоді сичі і самиці при пошуку здобичі видають характерне високе клекотання.
Статевий диморфізм виражений слабко, але самиця лісового сича більше самця (як у усіх сов) і відрізняється від нього темними крапками на череві, яких у самця майже немає.

## Ареал і місця проживання
Мешкає в густих лісах. Цим він різко відрізняється від інших представників роду Athene, які віддають перевагу відкритим просторам. Типовий біотоп лісового сича — вологий листопадний тиковий ліс, що зберігся тільки в небагатьох малонаселених місцях. Поширення сичів по висоті над рівнем моря невідоме, але усі птахи були виявлені в рівнинних лісах; поява сичів, що спостерігалася, на схилах пагорбів, мабуть, не є нормою.
Райони, де в 1997—2000 роках вівся пошук сичів і де птахи були виявлені, знаходяться в районах, що адміністративно належать до 4 індійських штатів: Махараштра, Мадх'я-Прадеш, Біхар і Орісса; велика частина цих місць розташована смугою уздовж кордону Махараштри і Мадхья-Прадеша. В Оріссі є тільки один компактний район мешкання сичів. У новіших дослідженнях повідомлялося про виявлення сичів в штаті Андхра-Прадеш.

## Спосіб життя
Спосіб життя і поведінка сича вивчені доки порівняно слабо, оскільки систематичні спостереження почалися тільки після 1997 року. Цікаво, що лісовий сич, бувши типовим представником родини совових, веде, проте, переважно денний спосіб життя. Розшукуючи здобич, сич зазвичай сидить на підвищенні, дивлячись по сторонах. При цьому він періодично рухає хвостом вправо-вліво; ці рухи стають інтенсивніше при виявленні здобичі. Присада, з якої сич веде пошук, зазвичай знаходяться низько над землею (звичайно це гілки невеликих дерев). Присада, на якій сич відпочиває, або з якого подає сигнал про межі своєї ділянки, зазвичай розташовується високо, часто майже у верхівки дерева. В період активності сич часто перелітає з місця на місце. Сич лісовий не є потайним птахом принаймні учені без зусиль виявляли сичів в місцях їх мешкання.
Живе і виводить пташенят в дуплах.

### Живлення
Як і усі сови, лісовий сич активний хижак. Основу його живлення складають дрібні наземні тварини, серед яких переважають ящірки, що становлять до 60 % корму. Дрібні гризуни складають 15 % раціону, птахи — тільки 2 %. Сич поїдає також комах і пташенят інших птахів.

### Розмноження
Розмноження відбувається з жовтня по травень. Пік сезону спаровування доводиться на січень—лютий. Самиця відкладає в гніздовому дуплі два яйця. Вона може знести повторну кладку, якщо перша загинула. Про терміни насиджування і розвитку пташенят відомо мало. Пташенята оперяються у віці 30—32 днів; відомо, що пташеня приблизно 40 днів від народження вже періодично покидають гніздо. Був зареєстрований випадок поїдання пташенят самцем, але, можливо, це був не батько пташенят, а інший сич, що прогнав з ділянки колишнього власника або ця ділянка, що зайняла, після його загибелі.

## Історія вивчення
Лісовий сич був відкритий у 1872 році англійським дослідником Ф.Блюїттом, за іменем якого птах дістав видову назву blewetti, і класифікований в 1873 році. Проте з 1872 по 1884 рік було описано тільки 7 екземплярів лісового сича, після чого птаха більше не вдавалося виявити, якщо не рахувати декількох невірогідних випадків. І тільки в 1997 році сич знову був виявлений американськими орнітологами на чолі з Памелою Расмуссен, які обстежували ліси на пагорбах Сатпура в штаті Махараштра, на північний схід від Бомбея. Після цього почалися активні пошуки лісових сичів, що привели в 2000 році до виявлення 25 птахів в 4 місцях. Подальше вивчення районів мешкання сичів дозволило знайти нові житла сичів і налагодити деякі заходи по їх обліку і охороні.

## Статус популяції
Охоронний статус популяції оцінюється як що знаходиться в критичній небезпеці — це означає, що птах знаходиться на межі вимирання, хоча подальші знахідки цих птахів можуть привести до зміни статусу у бік меншої небезпеки. Загальна кількість лісових сичів навряд чи перевищує 250 осіб. 2005 року в заповіднику Мелгхат, який вважається основним житлом сича, було налічено близько 100 птахів.
Житла сича заселені за індійськими мірками слабо, але проте за абсолютними показниками дуже щільно. Антропогенний чинник впливає на чисельність сичів передусім через зведення лісів і руйнування місць існування. Спостереження показали, що сич не боїться автомобілів, що здійснюють регулярні поїздки, але його лякають лісоруби і худоба, що пасеться.
Чисельність сичів продовжує знижуватися через вирубування лісів. Спостереження в 2009 році в лісовому масиві Торанмал дозволили виявити сичів тільки на 2 ділянках їх мешкання з 14, а в місцях колишнього мешкання сичів в Оріссі їх цього разу взагалі не виявили. Водночас були відкриті нові райони мешкання сичів. Згідно з оцінками, природоохоронні заходи охоплюють всього близько 10 % загального поголів'я лісових сичів, так що ситуація є украй тривожною.